# Préfecture d'Ogou
 (février 2018).
Si vous disposez d'ouvrages ou d'articles de référence ou si vous connaissez des sites web de qualité traitant du thème abordé ici, merci de compléter l'article en donnant les références utiles à sa vérifiabilité et en les liant à la section « Notes et références ».
La préfecture d'Ogou est une préfecture du Togo, située dans la Région des plateaux.Son chef-lieu est Atakpamé. Atakpamé est par ailleurs la capitale de la Région des plateaux.

## Géographie
Elle est située à l'est du Togo, entre la préfecture d'Est-Mono, au nord et la préfecture du Moyen Mono, au sud. Elle est limitrophe de la République du Bénin.
Elle couverte de forêts.

## Démographie
Sa population estimée (2002) est de 230 000 habitants. C'est la plus peuplée de la Région.

## Économie
Le commerce et l'artisanat dans la zone urbaine et péri urbaine de la capitale est la principale activité.
Les plantations de café et de cacao se situent dans les parties les plus basses de la préfecture. Le coton et les palmeraies complètent les ressources agricoles.

## Personnalités
David Wonou Oladokoun : Universitaire et ancien ministre de l'environnement au Togo 